# Weaverville, North Carolina
Weaverville är en ort i Buncombe County i delstaten North Carolina, USA.